# Dřevěný most

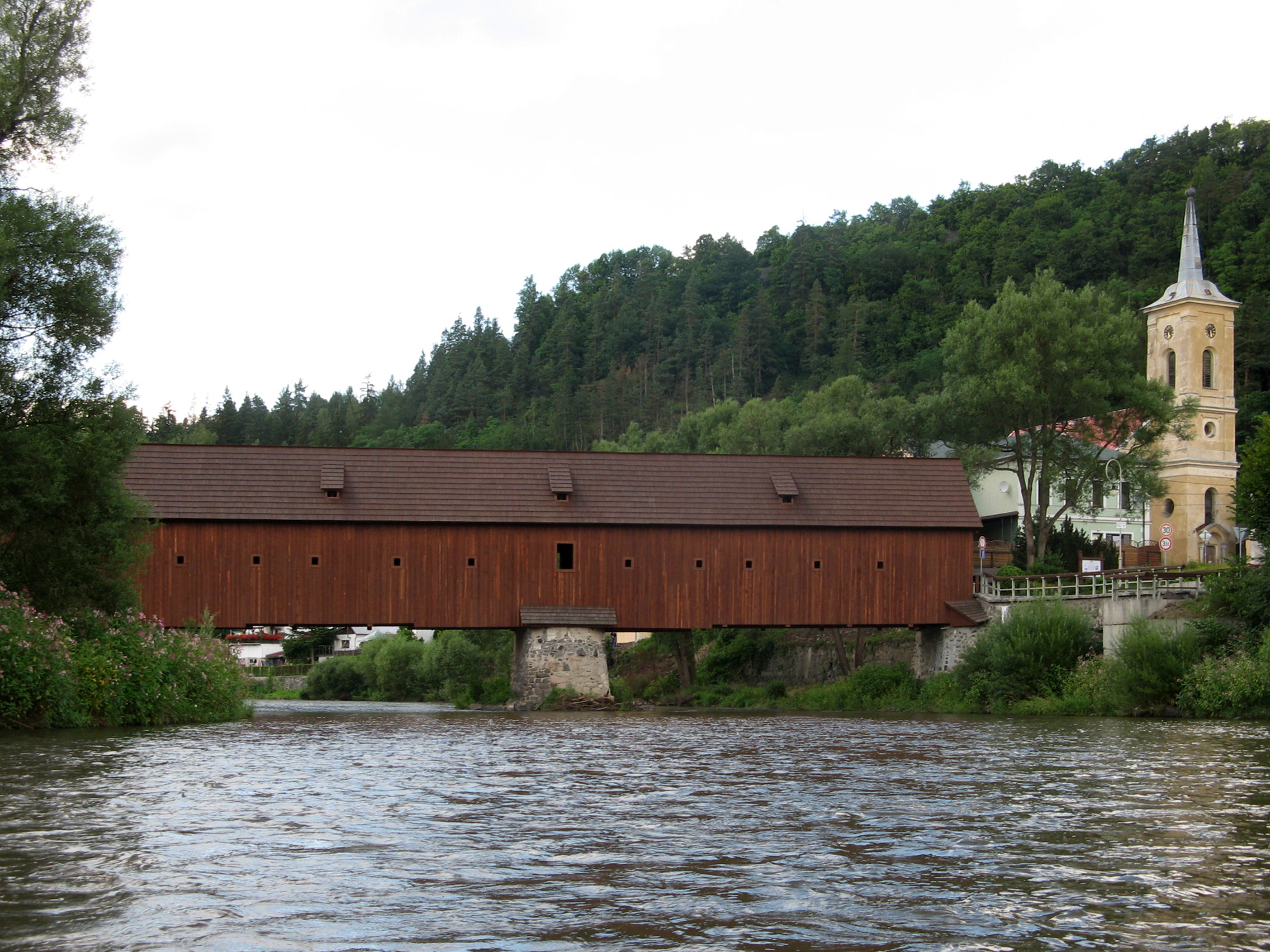
Krytý Radošovský silniční most přes Ohři v Radošově

Dřevěné mosty jsou mosty, u kterých je základní stavební prvek dřevo.

## Historie
- Používání dřevěných mostů je už velice staré. Dřevo se používalo pro snadnou zpracovatelnost, jednoduché spojování a dostatek materiálu poblíž stavby.
- V některých oblastech je dřevo stále používáno pro výstavbu mostů. Jako je Finsko, Kanada a další.

## Spodní stavba dřevěných mostů
- Bárka – dřevěná mostní opěra, která je vyztužena kleštinami sešroubovanými s každou pilotou

## Nosné konstrukce dřevěných mostů
- Trámy celistvého průřezů – používá se při malých rozpětí. Používají se trámy z polohraněného nebo hraněného dřeva, které je odolnější proti hnilobě
- Trámy složeného plnostěnného průřezu
- Vzpěradla a věšadla – do rozpětí 15 m. Používají se hlavně trámy, které jsou podepřené nejenom v koncových částech, ale i mezi opěrami
- Lepené oblouky
- Individuální soustavy
- Dřevěné hřebíkové konstrukce – ekonomické nosné prvky sestavené z prken a fošen, které jsou spojeny hřebíky.
- Dřevěné lepené konstrukce

## Příklady dřevěných mostů
- Dřevěný most (Černvír)
- Dřevěný most (Pernštejn)
- Matematický most